# Vallejera
Vallejera – gmina w Hiszpanii, w prowincji Burgos, w Kastylii i León, o powierzchni 18,32 km². W 2011 roku gmina liczyła 40 mieszkańców.